# Greater Bay Airlines
Greater Bay Airlines Company Limited (GBA, in cinese: 大灣區航空有限公司), è una compagnia aerea a basso costo con sede a Hong Kong, fondata come Donghai Airlines nel 2010 e rinominata nel luglio 2020 come Greater Bay Airlines. Il volo passeggeri inaugurale della compagnia (da Hong Kong a Bangkok) è stato effettuato nel luglio 2022.

## Storia
La società è stata fondata il 24 maggio 2010, come filiale di East Pacific (Holdings) Ltd. A quel tempo, la compagnia aerea si chiamava Donghai Airlines. Il 17 gennaio 2019, il nome della compagnia aerea è cambiato in Donghai Airlines (Hong Kong) Limited, mentre il 5 dicembre 2019 la compagnia aerea è stata ribattezzata Hong Kong Bauhinia Airlines. L'8 luglio 2020, la compagnia aerea è stata nuovamente ribattezzata Greater Bay Airlines.
Durante la domanda di Greater Bay Airline per ottenere la certificazione, il processo è stato ritardato a causa delle preoccupazioni espresse dai rivali Cathay Pacific, HK Express e Hong Kong Airlines. Come nel febbraio 2021, tali compagnie aeree avevano presentato prese di posizione ("dichiarazioni") piuttosto che obiezioni in risposta alla domanda di GBA all'Hong Kong Transport and Housing Bureau. Nel frattempo, la società prevedeva di fare affidamento sui servizi cargo fino a quando le restrizioni di viaggio dovute al COVID-19 non sarebbero state revocate.
Nel settembre 2021, Greater Bay Airlines ha ricevuto il suo primo aereo, un Boeing 737-800 ex Norwegian Air International costruito nel 2017, noleggiato dalla società ICBC Financial Leasing. Il suo primo volo charter è stato operato il 29 novembre 2021 ed è stato un viaggio di andata e ritorno nello stesso giorno da Hong Kong a Bangkok, subito dopo che la compagnia aerea aveva ricevuto il certificato di operatore aereo nell'ottobre 2021. Nel marzo 2022 è stato noleggiato un secondo aeromobile, rispetto ai sette originariamente previsti.
Il primo volo passeggeri è avvenuto da Hong Kong a Bangkok il 23 luglio 2022. A partire da agosto 2022, i piani della compagnia prevedevano di volare su questa rotta il mercoledì e il sabato.

## Destinazioni
Al 2023, Greater Bay Airlines collega Hong Kong con Corea del Sud, Giappone, Taiwan e Thailandia.

## Flotta

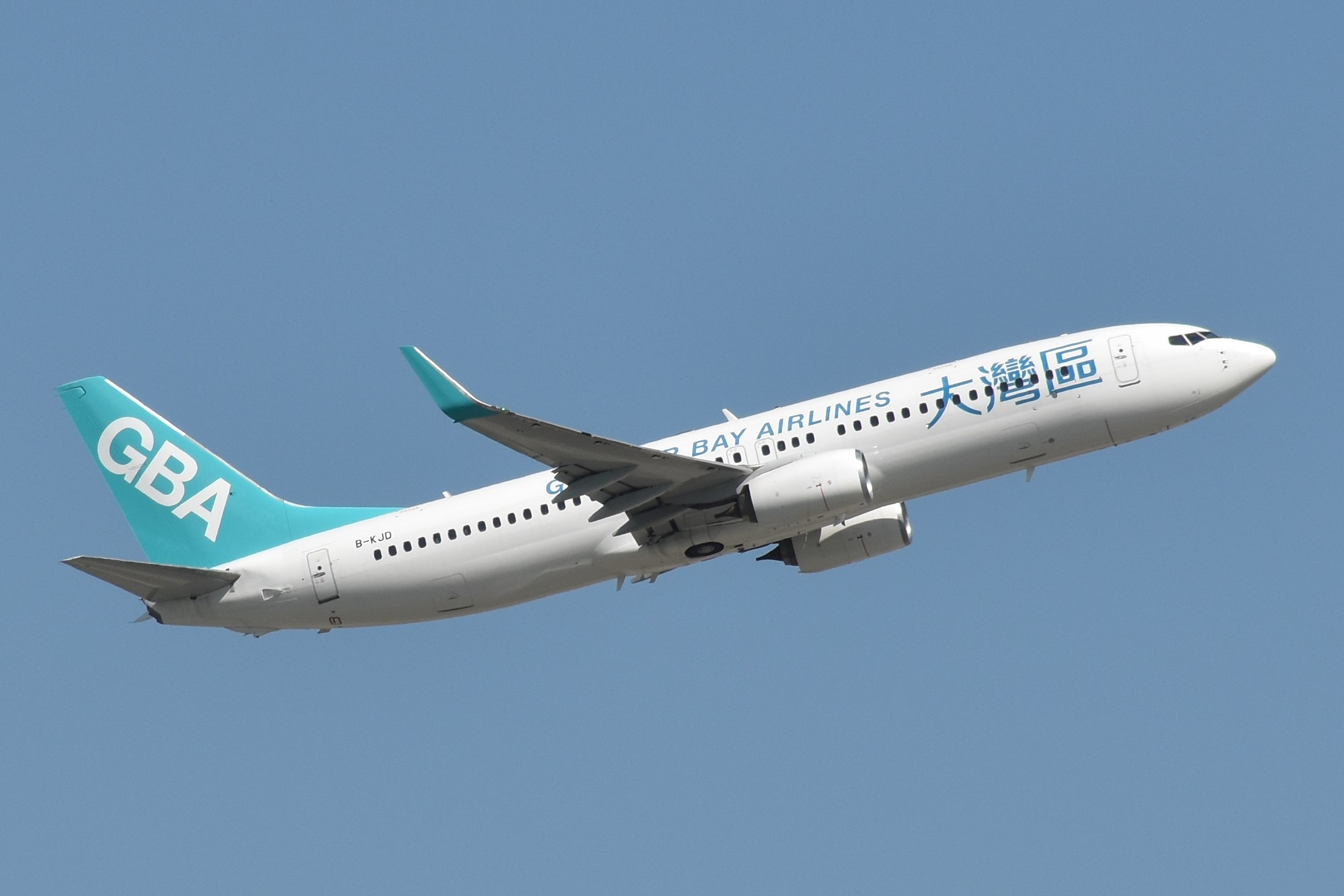
Un Boeing 737-800.

Ad ottobre 2024 la flotta di Greater Bay Airlines è così composta: